# بدرالدین بلومو
بدرالدین بلومو (انگلیسی: Badradine Belloumou؛ زادهٔ ۱۵ مارس ۱۹۸۴) بازیکن فوتبال اهل الجزایر است.
از باشگاه‌هایی که در آن بازی کرده‌است می‌توان به باشگاه فوتبال المپیک شلف اشاره کرد.